# Lycaena aegestis
Lycaena aegestis är en fjärilsart som beskrevs av Jacob Hübner. Lycaena aegestis ingår i släktet Lycaena och familjen juvelvingar. Inga underarter finns listade i Catalogue of Life.